# WWE Diva Search
El WWE Diva Search es un concurso de WWE que fue realizado cada año con el ánimo de encontrar una diva (luchadora femenina) nueva para el plantel de la empresa. El concurso fue implementado en el 2003 y su última edición fue el 2007. La ganadora de este concurso (a excepción del año 2003) recibía un premio de 250.000 dólares, además de un contrato de un año con WWE. En WrestleMania 31 se confirmó que el concurso regresará y será emitido por WWE Network en otoño de 2015.
Algunas participantes, a pesar de no ganar el concurso, son contratadas por la empresa debido a su personalidad o alguna cualidad que posea. Claros ejemplos de esto son Candice Michelle, Maria Kanellis, Kristal Marshall y Maryse Ouellet.

## 2003
En 2003, WWE realizó su primer Diva Search. Sin embargo, distintamente de los años siguientes, el primer Diva Search no tenía como premio un contrato. La ganadora recibió sólo una sesión de fotos en la revista de la promoción. Jaime Koeppe fue nombrada la primera ganadora del WWE Diva Search.

## 2004

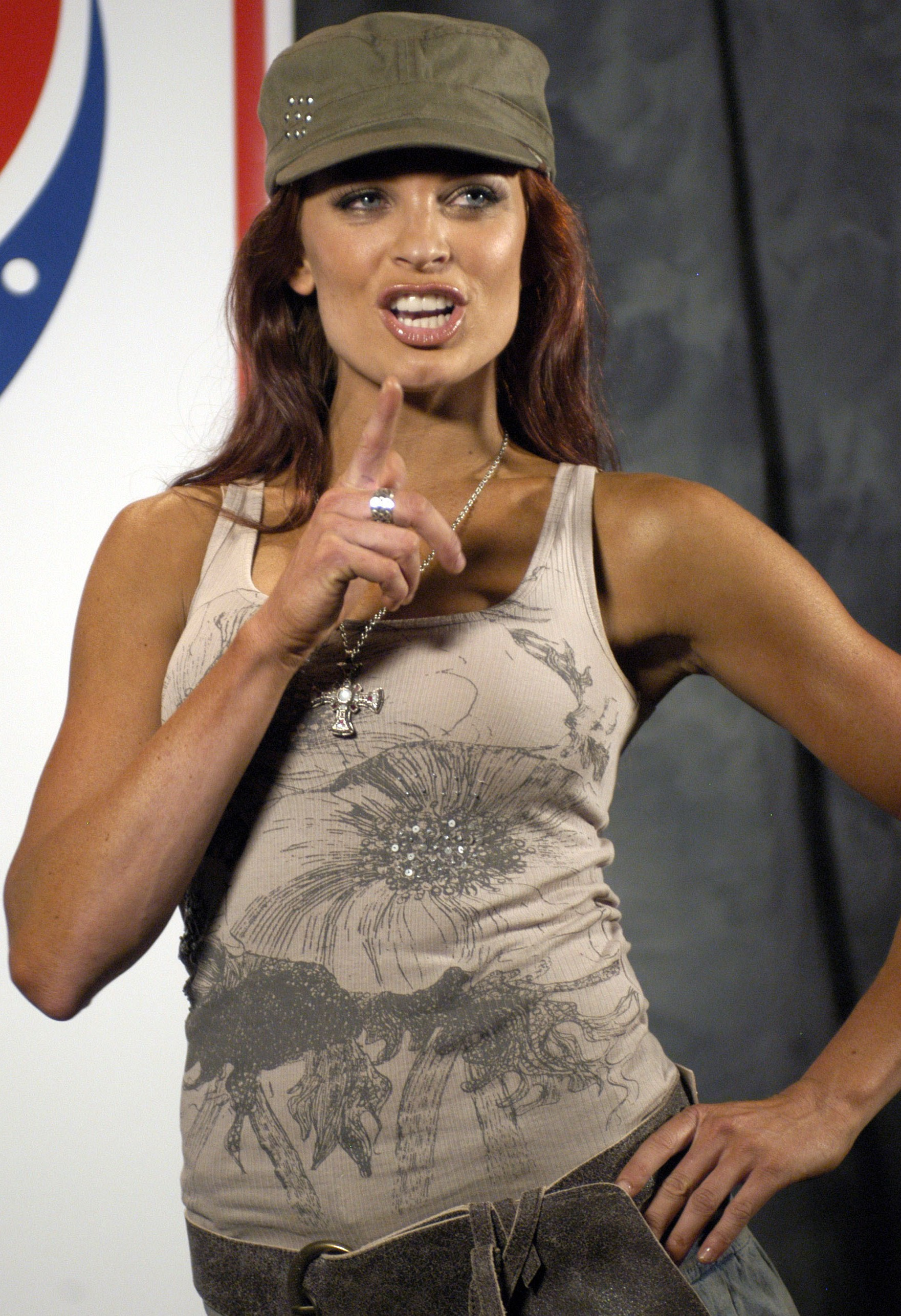
Christy Hemme: ganadora del Diva Search 2004.

- Tema musical: "Walk Idiot Walk" de The Hives
- Tema musical: "Time and Time Again" de Chronic Future
- Tema musical: "Open Your Eyes" de Alter Bridge

### Concursantes
- Christy Hemme - Ganadora
- Carmella DeCesare - 2° lugar
- Joy Giovanni - 3° lugar
- Amy Weber - 4° lugar
- Maria Kanellis - 5° lugar
- Tracie Wright - 6° lugar
- Michelle McCool - 7° lugar
- Chandra Costello - 8° lugar
- Camille Anderson - 9° lugar
- Julia Costello - 10° lugar

## 2005

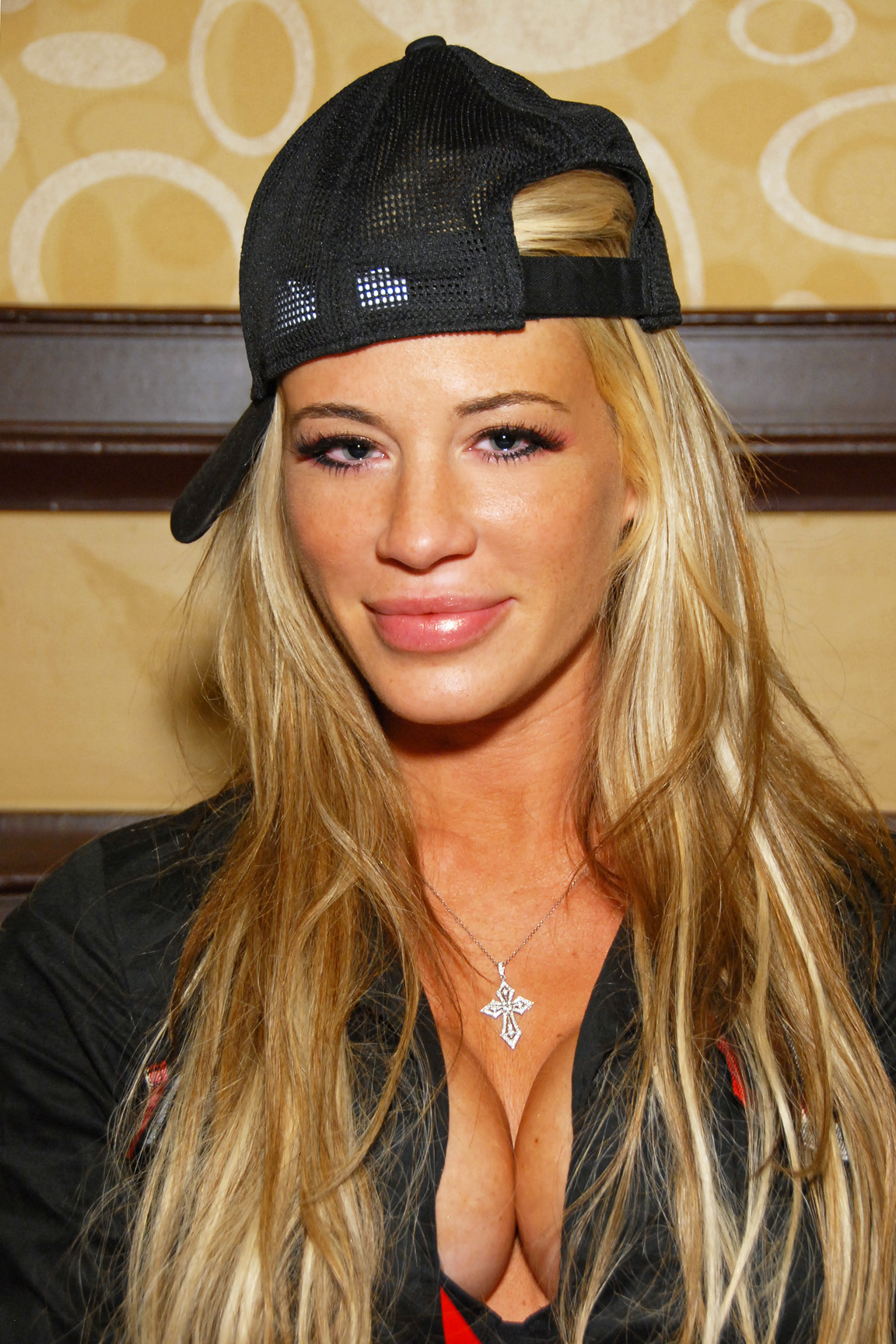
Ashley Massaro: ganadora del Diva Search 2005.

- Tema musical: "Be Yourself" de Audioslave

### Concursantes
- Ashley Massaro - Ganadora
- Leyla Milani - 2° lugar
- Elisabeth Rouffaer - 3° lugar
- Kristal Marshall - 4° lugar
- Summer DeLin - 5° lugar
- Cameron Haven - 6° lugar
- Simona Fusco - 7° lugar
- Leilene "Alexis" Ondrade - 8° lugar

## 2006

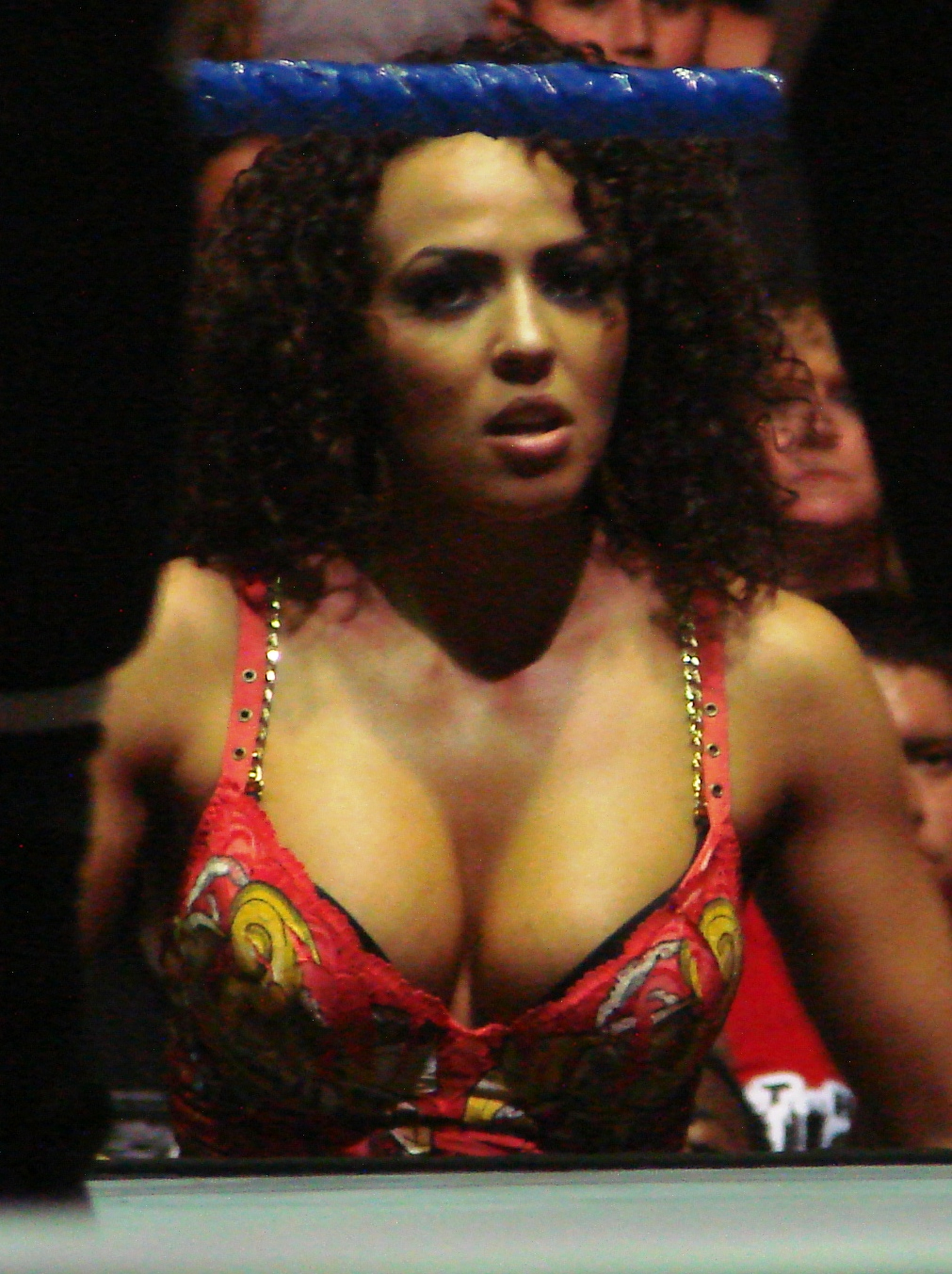
Layla El: ganadora del Diva Search 2006.

- Tema musical: "Move Along" de The All-American Rejects
- Tema musical: "Face Down" de Red Jumpsuit Apparatus
- Tema musical: "Out Here All Night" de Damone

### Concursantes
- Layla El - Ganadora
- Jen England - 2° lugar
- J.T. Tinney - 3° lugar
- Milena Roucka - 4° lugar
- Erica Chevillar - 5° lugar
- Rebecca DiPietro - 6° lugar
- Maryse Ouellet - 7° lugar
- Amy Zidian - 8° lugar

## 2007
- Tema musical: "Let it Roll" de Velvet Revolver

### Concursantes
- Eve Torres - Ganadora
- Brooke Gilbertsen - 2° lugar
- Lena Yada - 3° lugar
- Taryn Terrell - 4° lugar
- Jessica Hatch - 5° lugar
- J. Kim - 6° lugar
- Lyndy Frieson - 7° lugar
- Naomi Kirk - 8° lugar

## 2013
Wrestling Observer Newsletter reportó que el febrero de 2013 que la WWE llevó a cabo el Divas Search en Los Ángeles, California, pero el concurso no fue transmitido. El 2 de agosto de 2016 en la Áedición de Smackdown Live se dio a conocer que se llevó a cabo la edición del 2013 siendo la ganadora Eva Marie.

### Concursantes
- Natalie Coyle 29 años - Ganadora
- JoJo Offerman 19 años Finalista
- C.J. Perry  28 años
- Devin Taylor 25 años
- Veronica Lane 22 años
- Maysa Quy
- Olivia Karpinski
- Sarah Bäckman

## 2015/16
Este es el regreso del programa para encontrar una  WWE Diva, su regreso fue confirmado en Wrestlemania 31. A pesar de su confirmación el concurso no se llevó a cabo.

## Otras menciones
Las siguientes concursantes obtuvieron un contrato en la WWE, a pesar de no ser las ganadoras del concurso, señalando el año en el cual participaron en el concurso:
- Carmella DeCesare - 2004
- Joy Giovanni - 2004
- Amy Weber - 2004
- Maria Kanellis - 2004
- Michelle McCool - 2004
- Candice Michelle - 2004, no fue seleccionada como finalista
- Elizabeth Rouffaer - 2005
- Kristal Marshall - 2005
- Rebecca DiPietro - 2006
- Maryse Ouellet - 2006
- Milena Roucka - 2006
- Amy Zidian - 2006
- Brooke Adams - 2006, no fue seleccionada finalista
- Brie y Nikki Bella - 2006. no fueron finalistas
- Lena Yada - 2007
- Taryn Terrell - 2007
- Angela Fong - 2007, no fue seleccionada finalista
- JoJo Offerman 2013
- C.J. Perry 2013
- Devin Taylor 2013
- Veronica Lane 2013